# TransCarioca
TransCarioca é uma importante via expressa de Bus Rapid Transit da cidade do Rio de Janeiro que liga a Barra da Tijuca ao Aeroporto Internacional Tom Jobim, fazendo parte do pacote de obras proposto pela prefeitura para melhorar o transporte público da cidade para os Jogos Olímpicos de Verão de 2016. Antigamente foi chamada de Corredor T-5 nos projetos de construção e iria à Penha.

## Histórico
A TransCarioca tem 39 quilômetros de extensão e 46 estações entre o Terminal Alvorada e o Aeroporto Internacional Tom Jobim. O projeto inicialmente era 28 quilômetros de extensão entre a Barra da Tijuca e a Penha, porém, a Casa Civil da presidência da República decidiu emitir uma liberação do empréstimo do BNDES para a prefeitura e expandir o projeto para o Aeroporto Internacional Tom Jobim, pois estudos mostraram que o aumento permitiria o sistema atender mais cem mil usuários por dia.
O corredor TransCarioca passa por diferentes regiões da cidade promoveu a mobilidade: Barra da Tijuca, Curicica, Cidade de Deus, Taquara, Tanque, Praça Seca, Campinho, Madureira, Vaz Lobo, Irajá, Vicente de Carvalho, Vila da Penha, Vila Kosmos, Brás de Pina, Penha Circular, Penha, Olaria, Ramos, Bonsucesso, Maré, Fundão e Galeão. Faz integrações com o corredor TransOeste, estações de trens da SuperVia, linhas de ônibus convencionais, Linha 2 do Metrô do Rio e o corredor TransOlímpica.
Conforme a prefeitura do Rio de Janeiro, 3.630 imóveis tiveram que ser desapropriados integralmente ou parcialmente para viabilizar o corredor de transporte. A previsão era de que o corredor viário podia custar 790 milhões de reais, e somando-se ao valor das desapropriações, de 300 milhões de reais, o gasto total ultrapassou 1 bilhão de reais. A TransCarioca deve receber pelo menos 300 mil pessoas por dia, segundo estimativas do governo.
A obra só começou em março de 2011. No final de março de 2012, começaram as obras do segundo trecho, entre a Penha e o aeroporto, que sofreu um atraso de pelo menos seis meses devido a uma mudança de rota solicitada pelo Instituto Estadual do Ambiente (Inea).

## Início das obras
Sua entrega da obra, inicialmente, seria em 2012, mas foi adiada para fevereiro de 2014, ficando pronta antes da Copa do Mundo de 2014.
Após esquema de lavagem com o bicheiro Carlinhos Cachoeira, a construtora Delta abandonou o consórcio que tinha junto com a Andrade Gutierrez, para a construção do corredor.
Em maio de 2012, foram entregues as primeiras obras, o Mergulhão Clara Nunes, no Campinho, onde além de servir ao BRT, acaba com o cruzamento entre a Estrada Intendente Magalhães e a Avenida Ernani Cardoso, além transformar a Rua Domingos Lopes numa via rápida de trânsito.
Em junho de 2012 foi inaugurado o Complexo Viário Billy Blanco próximo a Cidade das Artes. Que acabou com o cruzamento que havia na Avenida Ayrton Senna, na altura do Hospital Lourenço Jorge.

Em setembro de 2013 foi entregue o Viaduto Silas de Oliveira paralelo ao Viaduto Negrão de Lima, e foi entregue o Viaduto Luiz Carlos da Vila no bairro da Penha Circular.

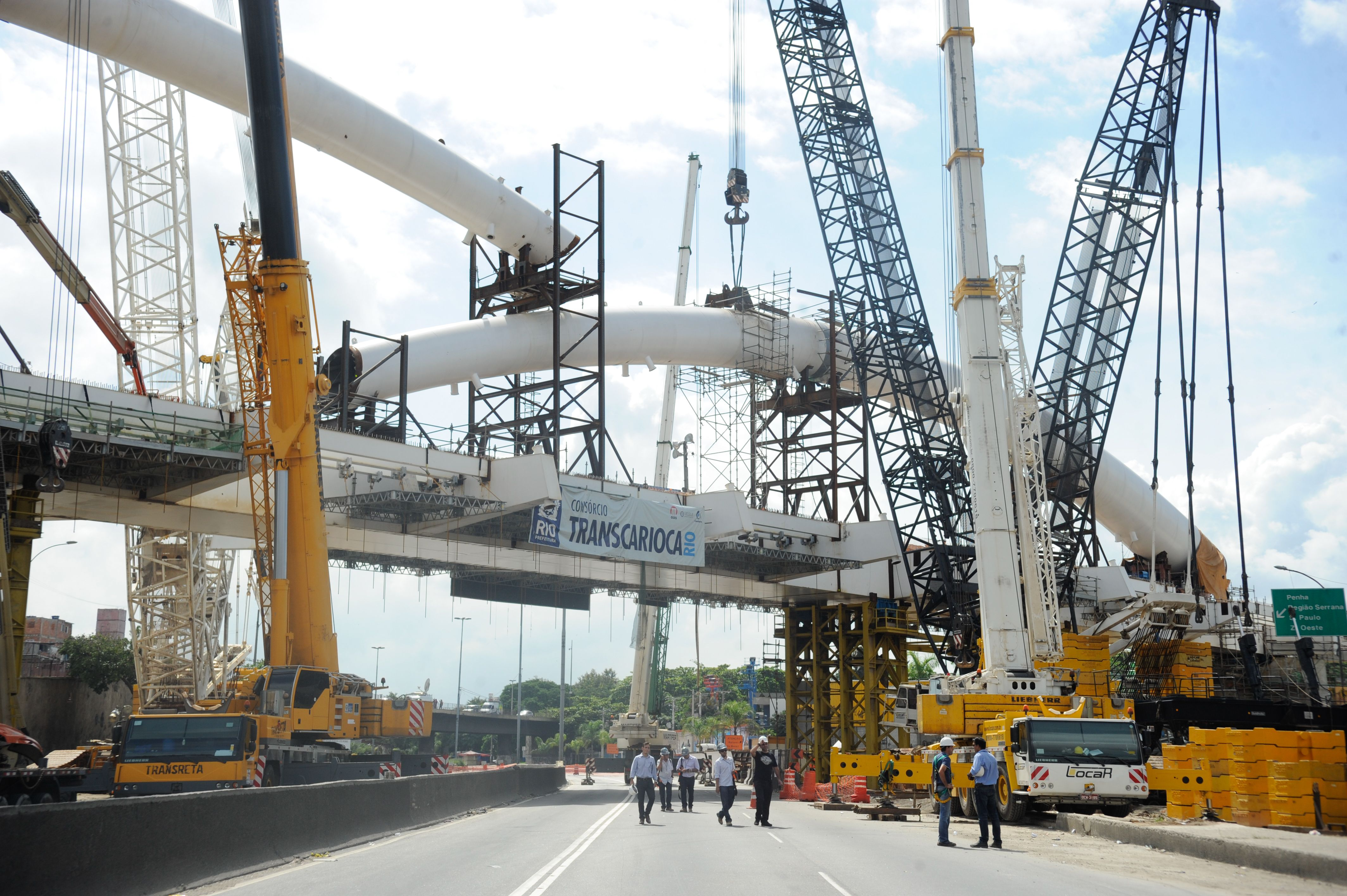
Trecho da Avenida Brasil fechado ao tráfego em 21 de abril de 2014 para obras de construção do arco do Viaduto Pedro Ernesto, estrutura que integra o BRT TransCarioca

Em dezembro de 2013 foi inaugurada a Ponte Estaiada Dom Eugênio Sales, sobre a Lagoa de Jacarepaguá e também no mesmo mês, foram finalizadas as obras finais do Terminal Alvorada, para receber, no futuro, a TransCarioca.
Durante quatro dias de abril de 2014, a Avenida Brasil foi fechada para erguer o arco estaiado do Viaduto Pedro Ernesto sobre a mesma, entre o bairro de Ramos e o bairro da Maré.
Em junho de 2014 foi inaugurada a Ponte Estaiada Prefeito Pereira Passos, sobre a Baía de Guanabara, ligando o Fundão à Ilha do Governador, e também foi inaugurado o Arco Estaiado Prefeito Pedro Ernesto, sobre a Avenida Brasil, ligando as avenidas Postal e Brigadeiro Trompowski.

## Inauguração
O corredor TransCarioca foi inaugurado em 1° de junho de 2014, com trechos e estações disponibilizados gradativamente. Ao ser inaugurado foi iniciada a operação do trecho Barra-Tanque no serviço parador e em julho de 2014, foi concluído o trecho Penha-Galeão.

No dia 26 de julho de 2014, foram inauguradas mais 5 estações, sendo IPASE, Praça Seca, Capitão Menezes, Pinto Teles, Campinho e o Terminal Paulo da Portela (em Madureira).

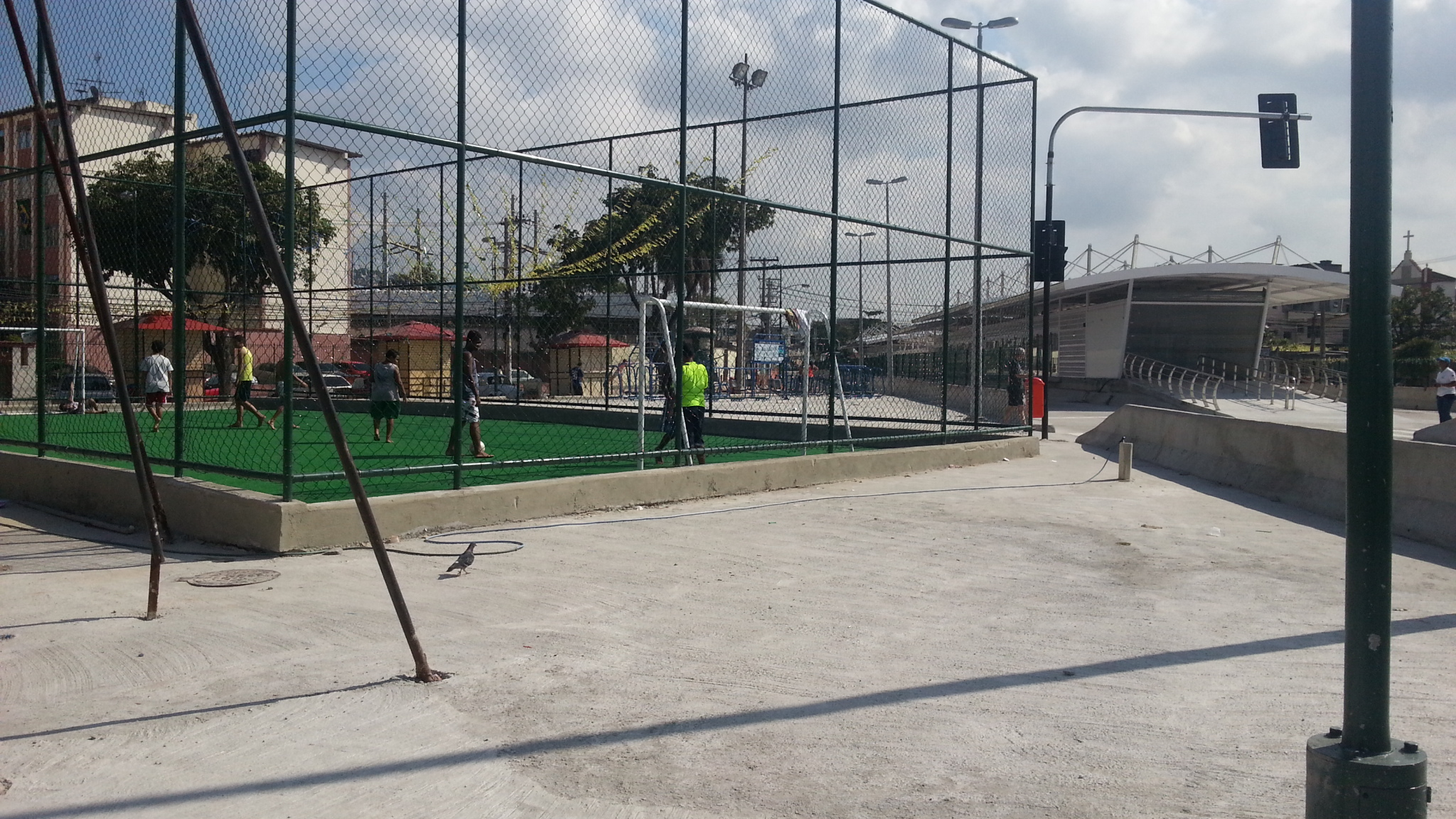
Estação Santa Luzia, construída no meio da Praça Professor Mourão Filho, em Ramos

Em 13 de setembro do mesmo ano, foram inauguradas as Estações Penha I e II, fazendo com que a então linha provisória Vicente de Carvalho-Alvorada, fosse estendida até o bairro da Penha, assim como a criação dos serviços Madureira-Penha.
Em 4 de outubro de 2014 foram inauguradas as últimas estações nos bairros da zona da Leopoldina, oficializando o funcionamento integral do sistema. O acabamento da obra do entorno nesta região ficou pendente e ainda não tem data para conclusão.

## Corrupção
O BRT Transcarioca voltou a midia ao se tornar um dos maiores escandalos de corrupção da história da Prefeitura do Rio de Janeiro, em um evento que resultou na prisão do Ex-Secretário de Obras Públicas da gestão Eduardo Paes